# Приазовское
Приазо́вское (укр. Приазовське) — посёлок, Приазовский поселковый совет, Мелитопольский район, Запорожская область, Украина.
Является административным центром Приазовского поселкового совета, в который, кроме того, входят сёла
Белоречанское,
Вишнёвое,
Гамовка,
Новоивановка и
Таврийское

## Географическое положение
Посёлок городского типа Приазовское находится на берегах реки Домузла, ниже по течению на расстоянии в 2 км расположено село Гамовка.
Через посёлок проходит автомобильная дорога М-14 (E 58).

## История
- В посёлке найдены скифские бляхи IV—III вв. до н. э.
- На месте посёлка находились ногайские аулы Ессабей, Аккую и Шуют Джурет.
- Населённый пункт основан весной 1860 года, когда сюда прибыли 177 государственных крестьян из села Андреевки Бердянского уезда.
- В 1862 году после завершения строительства церкви св. Покровы село было названо Покровка Вторая.
- 31 июля 1935 года переименовано в село Приазовское[2].

Во время Великой Отечественной войны в 1941—1943 селение находилось под немецкой оккупацией, 20 сентября 1943 года освобождено советскими войсками
В 1957 году присвоено статус посёлок городского типа.
В январе 1989 года численность населения составляла 7443 человека.
По состоянию на 1 января 2013 года численность населения составляла 6821 человек.
С марта 2022 года находится под оккупацией ВС РФ.

## Экономика
- ОДО «Приазовский сырзавод».
- «Виктория», предприятие.
- «Роман», ЧП.
- «Приазовский Райагрострой», ЗАО.

## Объекты социальной сферы
- ОЗОСО Приазовский лицей.[6],
- Школы № 2.[7]
- Спортивная школа.
- Музыкальная школа.[8]
- Приазовский Дом детского и юношеского творчества
- Дом культуры. Закрыт с 2018 года.
- Районная детская библиотека.[9]
- Краеведческий музей[10]. На территории музея установлен памятный знак в честь 20 учащихся 7—10 классов средней школы, которые летом 1941 года ушли на фронт. Знак установлен на том месте, где раньше находилась средняя школа.[11]
- Стадион.
- Больница.
- Парк. В парке установлен памятник героям Второй мировой войны и посажена кленовая Аллея Славы.[12]

## Памятники
- В 2010 году в посёлке ко Дню Победы была открыта стела «Героям землякам». Памятник посвящён Героям Советского Союза — Василию Петрову, Ивану Кузьменко, Николаю Воротинцеву, Ивану Реве и Георгию Холодному.[13]